# Balaton (Heves)
Balaton é um município da Hungria, situado no condado de Heves. Tem 13,2 km² de área e sua população em 2015 foi estimada em 1.053 habitantes.